# Gabriel Vicens
Gabriel Vicéns (Guaynabo, 16 de marzo de 1988) es un guitarrista y compositor puertorriqueño actualmente radicado en la ciudad de Nueva York.

## Biografía

### Formación
Nacido y criado en el municipio de Guaynabo en Puerto Rico, Vicéns comenzó sus estudios musicales a los 14 años de edad y poco después empezó a tocar jazz en clubes locales. Asistió al Conservatorio de Música de Puerto Rico, donde obtuvo un bachillerato en estudios de jazz y música caribeña, graduándose summa cum laude en el 2010 como el primer guitarrista en el programa. En el 2016, se trasladó a la ciudad de Nueva York para estudiar en Queens College, recibiendo su maestría en música en el 2017. Entre el 2019 y el 2021, Vicéns estudió artes plásticas en la Liga de estudiantes de arte de Nueva York con la artista Pat Lipsky y en 2022, recibió su doctorado en estudios de jazz en la Universidad de Stony Brook bajo la tutela de Ray Anderson. Vicéns estudió guitarra con Fernando Mattina y Paul Bollenback y composición con Carlos Cabrer, Daria Semegen, Lois V Vierk.

### Carrera
Vicéns es líder de varias agrupaciones y ha colaborado con músicos importantes del jazz como Eddie Gómez, David Sánchez, Alex Sipiagin y Miguel Zenón. A los 24 años, Vicéns fue profesor en la Universidad Interamericana de Puerto Rico donde enseñó guitarra eléctrica hasta el 2015, poco antes de trasladarse a Nueva York. Ha publicado cuatro producciones como líder: Point In Time (2012), Days (2015), The Way We Are Created (2021)  y Mural (2024).  Su segundo y tercer álbum fueron lanzados en la casa discográfica de Greg Osby, Inner Circle Music. Su última producción fue lanzada bajo el sello discográfico Stradivarius y cuenta con una selección de piezas de música de cámara.
Además, Vicéns es colíder del conjunto de musica experimental e improvisacion libre, No Base Trio, formado en el 2010 en San Juan, Puerto Rico. No Base Trio ha lanzado dos producciones en el sello discográfico italiano Setola di Maiale. Su álbum debut fue publicado en el 2020 y su segundo álbum, NBT II, en el 2022. En el 2023, Vicéns recibió la popular beca "New Jazz Works” de Chamber Music America. Su trabajo ha sido reseñado y evaluado en publicaciones como JazzTimes, All About Jazz, MusicWeb International, Jazzwise, Musica Jazz, Neue Musikzeitung, Jazz Journal, El Nuevo Día, El Vocero y Fundación Nacional para la Cultura Popular.

## Discografía
- 2012 - Gabriel Vicéns - Point In Time
- 2015 - Gabriel Vicéns - Days - (Inner Circle Music)
- 2020 - No Base Trio - No Base Trio - (Setola di Maiale)
- 2021 - Gabriel Vicéns - The Way We Are Created - (Inner Circle Music)
- 2022 - No Base Trio - NBT II - (Setola di Maiale)
- 2024 - Gabriel Vicéns - Mural - (Stradivarius)